# Helicobia rabbi
Helicobia rabbi är en tvåvingeart som beskrevs av Carroll William Dodge 1965. Helicobia rabbi ingår i släktet Helicobia och familjen köttflugor. Inga underarter finns listade i Catalogue of Life.